# تاکئو کاناده
تاکئو کاناده (انگلیسی: Takeo Kanade؛ زادهٔ ۲۴ اکتبر ۱۹۴۵) دانشمند در زمینه اهل ژاپن است.
همچنین برندهٔ جوایزی همچون جایزه کیوتو و مدال مؤسسان انجمن مهندسان برق و الکترونیک شده‌است.